# Тілопо строкатий

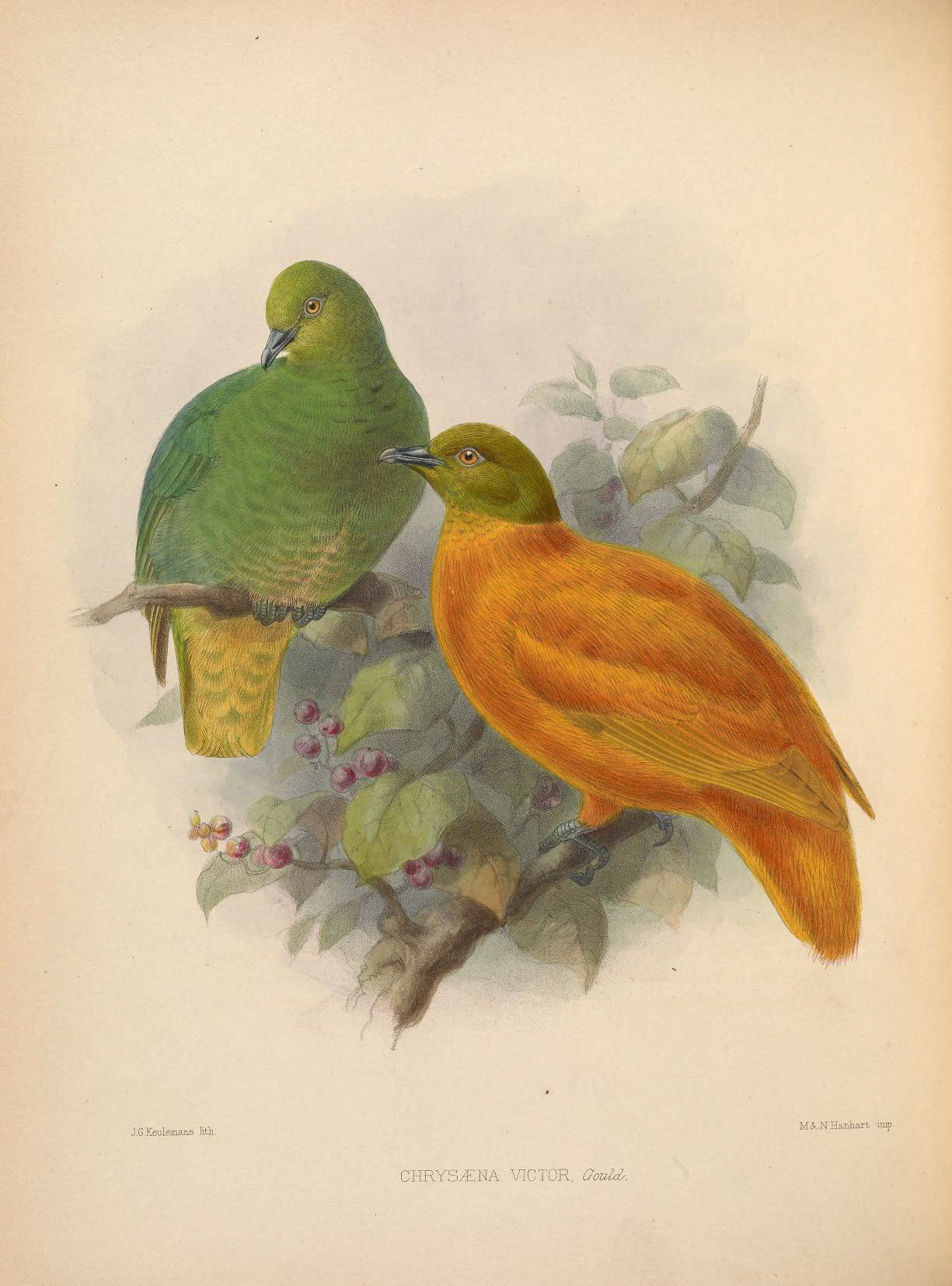
Пара строкатих тілопо

Тілопо строкатий (Ptilinopus victor) — вид голубоподібних птахів родини голубових (Columbidae). Ендемік Фіджі. Є сестринським видом жовтоголового тілопо.

## Опис
Довжина птаха становить 20 см. Строкатим тілопо притаманна характерна, видовжена форма пір'я, яке нагадує волосся. Забарвлення самців переважно яскраво-оранжеве, голова золотисто-оливкова. Махові пера золотисто-оливкові. Лапи, дзьоб і гола шкіра навколо очей блакитнувато-зелені, райдужки білуваті. Самиці мають переважно темно-зелене забарвлення, хвіст у них чорнуватий, гузка оранжево-жовта. Молоді птахи подібні до самиць.

## Підвиди
Виділяють два підвиди:
- P. v. victor (Gould, 1872) — острови Вануа-Леву, Тавеуні[en], Кіоа[en] і Рабі[en];
- P. v. aureus Amadon, 1943 — острови Нгамеа[en] і Лаукала[en].

## Поширення і екологія
Строкаті тілопо є ендеміками вологих рівнинних тропічних лісів Фіджі. Зустрічаються на висоті від 420 до 980 м над рівнем моря. Живляться дрібними плодами і ягодами. 